# Lycorina apicalis
Lycorina apicalis là một loài tò vò trong họ Ichneumonidae.